# Шейн (филм)
„Шейн“ (на английски: Shane) е американски игрален филм - уестърн, излязъл по екраните през 1953 година, режисиран от Джордж Стивънс с участието на Алън Лад, Джийн Артър, Ван Хефлин и Джак Паланс в главните роли.

## Сюжет
Филмът разказва историята на един скитник и оттеглил се стрелец Шейн (Алън Лад), който започва работа като помощник на фермерско семейство, попаднало под терора на богат скотовъдец и неговия наемник. По време на битката, в последния решителен сблъсък, Шейн се разделя завинаги с досегашния си начин на живот.

## В ролите
| Актьор          | Роля          |
| --------------- | ------------- |
| Алън Лад        | Шейн          |
| Джийн Артър     | Мериан Старет |
| Ван Хефлин      | Джо Старет    |
| Брандън Девилде | Джоуи Старет  |
| Джак Паланс     | Джак Уилсън   |
| Бен Джонсън     | Крис Калуей   |
| Едгар Бюкенън   | Фред Луис     |
| Елън Корби      | Г-жа Лиз Тори |

## Награди и Номинации
Филмът е поставен от Американския филмов институт в някои категории както следва:
- АФИ 100 години... 100 филма – #69
- АФИ 100 години... 100 филма (10-о юбилейно издание) – #45
- АФИ 10-те топ 10 – #3 Уестърн

- През 1993 година, филмът е избран като културно наследство за опазване в Националния филмов регистър към Библиотеката на Конгреса на САЩ.